# Xã Poplar, Quận Cass, Minnesota
Xã Poplar (tiếng Anh: Poplar Township) là một xã thuộc quận Cass, tiểu bang Minnesota, Hoa Kỳ. Năm 2010, dân số của xã này là 170 người.